# Багдасарян, Росс (младший)
Росс Тигра́н Багдасаря́н-младший (англ. Ross Dickran Bagdasarian; род. 25 октября 1949, Фресно, Калифорния, США) — американский продюсер, певец и композитор, создатель сериала «Элвин и бурундуки». Сын актера и пианиста Росса Багдасаряна-старшего.

## Биография
Имеет армянское происхождение, потомок выходцев из Османской империи. Является двоюродным племянником известного писателя Уильяма Сарояна. Ещё ребенком как певец участвовал в «Шоу Элвина». Вместе с отцом основал компанию Bagdasarian Productions, которая на основе популярного ранее мультсериала по сей день создает анимационный сериал «Элвин и бурундуки».
В 1972 году, после смерти отца, Росс возглавил компанию Bagdasarian Productions, продолжив его дело в качестве продюсера группы «Элвин и бурундуки». В 1979 году Россом и его женой был придуман концепт девочек-бурундуков. В 2007-2016 годах Росс участвовал в создании серии полнометражных фильмов о бурундуках.